# Aliens (soundtrack)
Aliens is de originele soundtrack, gecomponeerd en gedirigeerd door James Horner voor de film Aliens uit 1986 van James Cameron. Het album werd uitgebracht in 1986 door Varèse Sarabande.
De partituur werd uitgevoerd door het London Symphony Orchestra en opgenomen in de Abbey Road Studios in Londen.
De productie van Aliens liep achter op schema in de postproductie, waardoor Horner minder dan twee weken had om de partituur voor de voltooide film te schrijven, in plaats van de zes weken die hem aanvankelijk waren beloofd. Ondanks het gebrek aan tijd vroegen Cameron en producer Gale Ann Hurd om frequente wijzigingen in de muziek en brachten ze last-minute wijzigingen aan in de bewerking van de film, waardoor Horner gedwongen werd de muziek opnieuw te schrijven. De combinatie van een gebrek aan tijd en constante wijzigingen resulteerde in een breuk tussen Horner en Cameron, die pas weer samenwerkten bij Titanic, meer dan tien jaar later.
De soundtrack bevat enkele van Horners meest complexe en modernistische schrijfsels, waarbij veelvuldig gebruik wordt gemaakt van dissonantie, aleatoriek en uitgebreide orkestrale technieken en geluidsontwerp. Horner gebruikte ook tape delays om "echo's" te creëren op enkele afzonderlijk opgenomen orkestrale partijen, een techniek die Jerry Goldsmith had gebruikt in de originele Alien filmmuziek. Het bevat ook muzikale verwijzingen naar Gayane's Adagio uit Aram Chatsjatoerjans Gayane ballet suite, die was gebruikt in Stanley Kubricks 2001: A Space Odyssey (1968).

## Tracklijst

### Originele versie
1. "Main Title" (5:10)
2. "Going After Newt" (3:08)
3. "Sub-Level 3" (6:11)
4. "Ripley's Rescue" (3:13)
5. "Atmosphere Station" (3:05)
6. "Futile Escape" (8:13)
7. "Dark Discovery" (2:00)
8. "Bishop's Countdown" (2:47)
9. "Resolution and Hyperspace" (6:10)

Totale duur: 39:57

### Uitgebreide uitgave (Varèse Sarabande, 2001)
1. "Main Title" (5:13)
2. "Bad Dreams" (1:22)
3. "Dark Discovery/Newt's Horror" (2:07)
4. "LV-426" (2:03)
5. "Combat Drop" (3:29)
6. "The Complex" (1:34)
7. "Atmosphere Station" (3:11)
8. "Med.Lab." (2:04)
9. "Newt" (1:14)
10. "Sub-Level 3" (6:36)
11. "Ripley's Rescue" (3:19)
12. "FaceHuggers" (4:24)
13. "Futile Escape" (8:29)
14. "Newt is Taken" (2:04)
15. "Going After Newt" (3:18)
16. "The Queen" (1:45)
17. "Bishop's Countdown" (2:50)
18. "Queen To Bishop" (2:31)
19. "Resolution and Hyperspace" (6:27)

Bonustracks
20. "Bad Dreams" (alternate) (1:23)
21. "Ripley's Rescue" (percussion only) (3:20)
22. "LV-426" (alternate edit – film version) (1:13)
23. "Combat Drop" (percussion only) (3:24)
24. "Hyperspace" (alternate ending) (2:08)
Totale duur: 75:28

## Prijzen en nominaties
| Jaar | Prijs                   | Categorie              | Genomineerde(n) | Uitslag     |
| ---- | ----------------------- | ---------------------- | --------------- | ----------- |
| 1987 | Academy Awards (Oscars) | Beste originele muziek | James Horner    | Genomineerd |